# Fußball-Weltmeisterschaft 1962/Uruguay
Dieser Artikel behandelt die uruguayische Fußballnationalmannschaft bei der Fußball-Weltmeisterschaft 1962.

## Qualifikation
| Bolivien | - | Uruguay  | 1:1 |
| Uruguay  | - | Bolivien | 2:1 |

## Uruguayisches Aufgebot
| Nummer / Name | Nummer / Name          | Damaliger Verein    | Geburtstag | Länderspiele |
| Torhüter      | Torhüter               | Torhüter            | Torhüter   | Torhüter     |
| ------------- | ---------------------- | ------------------- | ---------- | ------------ |
| 1             | Roberto Sosa           | Nacional Montevideo | 14.06.1935 |              |
| 12            | Luis Maidana           | Peñarol             | 24.02.1934 |              |
| Abwehr        |                        |                     |            |              |
| 2             | Horacio Troche         | Nacional Montevideo | 04.02.1935 |              |
| 3             | Emilio Walter Álvarez  | Nacional Montevideo | 10.02.1939 |              |
| 4             | Mario Omar Méndez      | Nacional Montevideo | 11.05.1938 |              |
| 14            | William Martínez       | Peñarol             | 13.01.1928 |              |
| 15            | Ruben Soria            | Club Atlético Cerro | 1935       |              |
| 17            | Rubén Adán González    | Nacional Montevideo | 17.07.1939 |              |
| 18            | Eliseo Álvarez         | Nacional Montevideo | 27.07.1940 |              |
| Mittelfeld    |                        |                     |            |              |
| 5             | Néstor Gonçalves       | Peñarol             | 27.04.1936 |              |
| 6             | Pedro Cubilla          | Rampla Juniors      | 25.05.1933 |              |
| 8             | Julio César Cortés     | Sud América         | 29.03.1941 |              |
| 10            | Pedro Rocha            | Peñarol             | 03.12.1942 |              |
| 16            | Edgardo González       | Peñarol             | 30.09.1936 |              |
| 19            | Ronald Langón          | Defensor Sporting   | 06.08.1939 |              |
| Angriff       |                        |                     |            |              |
| 7             | Domingo Pérez          | Nacional Montevideo | 07.06.1936 |              |
| 9             | José Francisco Sasía   | Peñarol             | 27.12.1933 |              |
| 11            | Luis Cubilla           | Peñarol             | 28.03.1940 |              |
| 20            | Mario Ludovico Bergara | Nacional Montevideo | 01.12.1937 |              |
| 21            | Héctor Silva           | Danubio FC          | 01.02.1940 |              |
| 22            | Ángel Rubén Cabrera    | Peñarol             | 09.10.1939 |              |
| 23            | Guillermo Escalada     | Nacional Montevideo | 24.04.1936 |              |
| Trainer       |                        |                     |            |              |
|               | Juan Carlos Corazzo    |                     |            |              |

## Spiele der uruguayischen Mannschaft

### Erste Runde
- Uruguay –  Kolumbien 2:1 (0:1)

Stadion: Estadio Carlos Dittborn (Arica)
Zuschauer: 7.908
Schiedsrichter: Dorogi (Ungarn)
Tore: 0:1 Zuluaga (19.) 11m, 1:1 Sasía (56.), 2:1 Cubilla (75.)
- Jugoslawien –  Uruguay 3:1 (2:1)

Stadion: Estadio Carlos Dittborn (Arica)
Zuschauer: 8.829
Schiedsrichter: Galba (Tschechoslowakei)
Tore: 0:1 Cabrera (19.), 1:1 Skoblar (25.) 11m, 2:1 Galić (29.), 3:1 Jerković (49.)
- Sowjetunion –  Uruguay 2:1 (1:0)

Stadion: Estadio Carlos Dittborn (Arica)
Zuschauer: 9.973
Schiedsrichter: Jonny (Italien)
Tore: 1:0 Mamykin (38.), 1:1 Sasía (54.), 2:1 Iwanow (89.)
In der Gruppe 1 war Ex-Weltmeister Uruguay zumindest als Mitfavorit eingeordnet worden, doch es kam anders. Zwar siegten die Urus im ersten Spiel noch gegen den Außenseiter Kolumbien 2:1, doch gegen Jugoslawien (1:3) und gegen die UdSSR (1:2) zogen die Südamerikaner den kürzeren. Die Jugoslawen scheiterten in ihrem ersten Spiel gegen die sowjetischen Sportler 0:2, doch gegen die Urus und gegen Kolumbien (5:0) fuhren die Filigrantechniker vom Balkan, bei denen mit Soskic, Jusufi, Skoblar und Sekularac später sehr bekannte Bundesligaspieler im Team standen, überzeugende Siege ein und qualifizierten sich als Gruppenzweiter fürs Viertelfinale. Gruppensieger wurde die UdSSR, die sich nur gegen den Tabellenletzten Kolumbien (4:4) einen kleinen Ausrutscher erlaubte.